# Beatrix Wittschell
Beatrix Wittschell (née en 1944), est une artiste contemporaine allemande. À la fois peintre et sculpteur, elle travaille indifféremment le bronze et la céramique.

## Biographie
Beatrix Wittschell naît à Metz pendant l'annexion allemande. Après des études dans les sciences de l'éducation, Beatrix Wittschell  étudie l'art à Cologne et à Münster. Elle s'initie à l'art de la céramique sous la houlette de Julitta Franke, avant d'explorer les possibilités techniques offertes par l'art du métal avec le sculpteur Henry Waniek, puis à Bonn, avec le sculpteur Paul Advena. À côté de la sculpture, Beatrix Wittschell s'initie aussi à la peinture pendant deux années. L'artiste vit et travaille maintenant à Hennef en Rhénanie.

## Son œuvre
Ses sculptures se fondent naturellement dans les paysages. L'artiste utilise aussi bien le bronze, que la céramique. 
« La nature est le véritable artiste! Avec la variété incroyable de formes et de matériaux qu'elle me fournit, j'essaie de jouer, comme je l'ai moi-même appris à explorer mon environnement. »

## Expositions
Depuis 1997, Beatrix Wittschell expose ses œuvres, que l'on retrouve à l'Atelier Schloss Allner
- 1998: Galerie Sattelgut, Neunkirchen
- 2000: Frauenmuseum, Bonn
- 2001: Messe Köln Deutz Cologne
- 2003: Galerie Die Werkstatt, Siegburg
- 2003: Rathausgalerie, Brühl
- 2004: Klostermannshof, Niederkassel
- 2005: Galerie Framework – arts and more, Hennef
- 2005: Altenbödingen, Hennef
- 2007: Schreckenberg, Hennef
- 2007: Galerie Facettenreich, Bonn
- 2007: Galerie Im Turm, Schmallenberg
- 2007: Galerie d’Art Contemporain, L'Isle-sur-la-Sorgue.

## Sources
- Beatrix Wittschell sur initiative-kunst.de.
- Beatrix Wittschell sur schlossatelier.com